# Margaret Carnegie Miller
 Margaret Carnegie Miller (n. 30 martie 1897 – d. 11 aprilie 1990) a fost singurul copil al industriașului și filantropului Andrew Carnegie și unicul moștenitor al averii familiei Carnegie. 

## Biografie
Margaret Cameron Carnegie a fost unicul copil și unul târziu al lui Andrew Carnegie și Louise Whitfield, cu care Carnegie se căsătorise când avea 51 de ani. Margaret s-a născut la 30 martie 1897 în New York City. Tatăl său, Andrew Carnegie, a decedat în 1919, când Margaret avusese 22 de ani, la scurt timp după căsătoria acesteia.

## Carnegie Corporation
Între 1934 și 1973, timp de 39 de ani, Margaret a fost unul din administratorii (engleză trustee) conducerii entității Carnegie Corporation din New York City, o fundație care se ocupă cu finanțarea altor fundații. Fundația fusese creată de tatăl ei în 1911. Între 1973 și data morții sale, Margaret a fost un administrator de onoare, fiind aleasă pe viață (engleză honorary lifetime trustee).

## Căsnicie, copii
Margaret Carnegie s-a căsătorit cu Roswell Miller, Jr., la reședința familiei Carnegie, situată la adresa 2 East 91st Street în New York City, la data de 22 aprilie 1919, la care tatăl său a mai apucat să participe. Oficierea ceremoniei a fost făcută de reverendul William Pierson Merril, pastor al bisericii Brick Presbyterian Church, la care Margaret și mama sa erau membri și de reverendul Henry Sloane Coffin, pastor al bisericii Madison Avenue Presbyterian Church, la care Andrew Carnegie era membru. 
Căsătoria cu Roswell Miller a Margaretei Carnegie a sfârșit în divorț. Margaret Miller a avut patru copii din căsătoria sa, Louise, Roswell III, Barbara și Margaret). Margaret a decedat la data de 11 aprilie 1990, la domiciliul său din Fairfield, statul Connecticut, la vârsta de 93 de ani.